# 토토가3 - H.O.T.
《토토가3 - H.O.T.》는 무한도전의 특별기획전 프로젝트 중 하나인 토요일! 토요일은 가수다의 세번째 시리즈로 시즌2에 이어 H.O.T.의 단독 체제로 방송되었다.

## 개요
2018년 1월 11일, 무한도전의 김태호 PD는 H.O.T. 각 멤버들과의 사전 미팅을 통해 재결합의 마지막 기회임을 알리며 재결합의 의향이 있을 시 여의도 MBC 공개홀로 집합할 것을 제안하였고 다음날인 1월 12일, 유재석, 하하, 양세형을 불러들여 첫 녹화를 진행했다. 당일 H.O.T.의 전 멤버들이 집합함과 동시에 녹화가 본격적으로 시행되었으며 이후 1월 23일, 본 기획의 테롭이 공개되며 방송이 공식화되었다.
공연 녹화는 당초 800석 규모의 MBC 일산 드림센터 내 공개홀에서 개최될 예정이었으나 17만여명의 방청 신청 규모라는 폭발적인 반응에 힘입어 3배 이상의 수용이 가능한 올림픽 공원 올림픽 홀로 장소를 변경하였으며 공연장 변경으로 인해 발생한 대관료와 제작비는 6개사의 스폰서를 통해 충당하였다.
한편 H.O.T.는 이를 통해 2001년 2월 27일 개최된 해체 전 마지막 콘서트인 〈2001 H.O.T. LIVE CONCERT - H.O.T. FOREVER〉 이후 17년여만에 완전체 무대를 가진 바 있다.

## 방송 시간
- 2018 동계 올림픽 개최 관계로 인해 편성 시간을 변경한 스핀오프 개념으로 편성.

| 방송 채널 | 방송일          | 방송 시간           |
| --------- | --------------- | ------------------- |
| MBC TV    | 2018년 2월 17일 | 토요일 밤 10시 25분 |
| MBC TV    | 2018년 2월 24일 | 토요일 밤 10시 40분 |

## 방송 내용
| 회차     | 방송일          | 방송 주제 |
| -------- | --------------- | --- |
| 557회    | 2018년 2월 17일 | - 유재석, 하하, 양세형 집결 - H.O.T. 사전 미팅 및 전원 집결 - 인터뷰 - 노래방 미션 - 안무 연습 및 MR 제작 - 공연장 변경 관련 인터뷰 - 녹화 방청신청 당첨 확인전화 |
| 미방송분 | 2018년 2월 22일 | - 장우혁 애장품 공개 - 선곡 회의 |
| 558회    | 2018년 2월 24일 | - 무한도전 〈We Are The Future〉 커버 무대 연습 - 멤버별 셀프카메라 - 무한도전 커버 무대 시범 - 리허설 및 공연 시작 전 인터뷰 - 공연 실황 - 공연 후기 인터뷰      |
| 미방송분 | 2018년 3월 1일  | 공연 실황 무편집본 |
| 미방송분 | 2018년 3월 2일  | 공연 실황 무편집본 |

## 공연 일정
| 일정            | 도시 | 국가     | 장소                  | 관객수  |
| --------------- | ---- | -------- | --------------------- | ------- |
| 2018년 2월 15일 | 서울 | 대한민국 | 올림픽 공원 올림픽 홀 | 2,500명 |

## 세트 리스트
- Special VCR -

- Opening VCR-
- 전사의 후예 (폭력시대)

- Ment -
- 캔디 (Candy)
- 행복 (Full Of Happiness)
- 빛 (Hope)

- VCR #2 -
- We Are The Future (From 무한도전)
- We Are The Future

- Ment -
- 아이야 (I Yah!)

- Ment (무한도전) -

- VCR #3 -

- Intro : 환희 (It's Been Raining Since You Left Me) -
- 우리들의 맹세 (The Promise Of H.O.T.)
- 너와 나 (You&I)

- Encore -
- 캔디 (Candy)

- Ment -
- 빛 (Hope)
- 행복 (Full Of Happiness)

## 제작/참여
- 방송사 : MBC TV
- 협찬 : 코카콜라 컴퍼니, 써브웨이, 동대문엽기떡볶이, 네이버 클로바, Tic Tok, 아디다스
- 무한도전 (유재석, 박명수, 정준하, 하하, 조세호, 양세형)
- H.O.T. (문희준, 장우혁, 토니 안, 강타, 이재원)
- 기획 : 김태호
- 연출 : 임경식, 김선영, 정다히
- 조연출 : 김지우, 손수정, 장우성, 한승훈, 박현석, 전재욱, 소인지
- 외부 : 이헌정, 이정아
- 작가 : 이언주, 김란주, 이유정, 김정미, 최은솔, 최혜진, 김수경, 송인영